# Zecchino d'Oro 2019
Il sessantaduesimo Zecchino d'Oro si è svolto a Bologna e Casalecchio di Reno dal 4 al 7 dicembre 2019.
È stato condotto da Antonella Clerici per gli appuntamenti pomeridiani, mentre per la serata finale in prime time è stata affiancata da Carlo Conti.
La manifestazione è andata in onda il pomeriggio per tre puntate da mercoledì 4 a venerdì 6 dicembre dall'Antoniano di Bologna, mentre la finale (quarta puntata) è stata trasmessa in prima serata sabato 7 dicembre presso l'Unipol Arena di Casalecchio di Reno.
Confermati Carlo Conti per la direzione artistica e il Maestro Peppe Vessicchio per la direzione musicale.

## Brani in gara
- Acca (Testo: Flavio Careddu, Irene Menna/Musica: Alessandro Visintainer) - Rita Longordo (8 anni)   (1º posto)
- I pesci parlano (Testo: Valerio Ciprì/Musica: Valerio Baggio) - Matilde Gazzotti (4 anni) e Giulia Rizzo (5 anni)  (2º posto)
- Il bombo (Testo: Alberto Pellai/Musica: Paolo D'Errico, Angelo Ceriani) - Nicole Curatolo (5 anni) e Zeno Gregorio Nigido (6 anni)
- L'inno del girino (Testo: Silvestro Longo/Musica: Franco Fasano) - Carlo Antonio Fortino (4 anni), Irene Lucarelli (4 anni) e Marta Sisto (6 anni)
- La memoria (Testo: Alessandro Visintainer, Irene Menna/Musica: Alessandro Visintainer) - Asia Loi (8 anni)
- Mettici la salsa! (Testo: Francesca Negri/Musica: Stefano Fumagalli, Federica Spreafico) - Alessia Mirra (7 anni)
- Non capisci un tubo (Testo: Carmine Spera, Flavio Careddu/Musica: Giuseppe De Rosa) - Gabriele Tonti (5 anni) (3º posto)
- O tucano goleador (Testo: Luca Tozzi, Nadia Borgognoni/Musica: Luca Tozzi) - Claudio Rosato (7 anni)
- Skodinzolo (Testo: Gianfranco Grottoli, Andrea Vaschetti, Franco Fasano/Musica: Gianfranco Grottoli, Andrea Vaschetti, Franco Fasano, Giuseppe De Rosa) - Francesca Larocca (5 anni)
- Sono felice (Testo: Maria Elena Rosati/Musica: Lorenzo Tozzi) - Alessia Cecere (8 anni)
- Tosse (Testo: Antos Zarrillo Maietta/Musica: Antos Zarrillo Maietta) - Nausica Speranzini (6 anni)
- Un principe blu (Testo: Carmine Spera, Flavio Careddu/Musica: Carmine Spera) - Luna Massari (6 anni)

### Fuori concorso
- Come i pesci, gli elefanti e le tigri - Piccolo Coro dell'Antoniano
- Più amore - Piccolo Coro dell'Antoniano con Gaetano Curreri, Amara e Mario Biondi

## Programma

### Mercoledì 4 dicembre
- Ascolto delle prime 6 canzoni in gara e votazioni da parte di una giuria composta da bambini in studio e da 4 giudici d'eccezione: Orietta Berti, Raul Cremona, Francesco Paolantoni ed Elena Santarelli.
- Ascolto ridotto delle altre 6 canzoni tramite highlights.
- Alessandra Spisni prepara i bomboloni.
- Antonella Clerici interpreta il brano La bella e la bestia, indossando l'abito dorato che Belle indossa nell'omonimo film di animazione.
- Raul Cremona si esibisce in alcuni giochi di magia.
- I giudici partecipano al QuizZecchino.

| Ordine d'uscita | Canzone             | Interprete                                          | Giuria dei bambini | Raul Cremona | Orietta Berti | Elena Santarelli | Francesco Paolantoni | Totale | Posizione |
| --------------- | ------------------- | --------------------------------------------------- | ------------------ | ------------ | ------------- | ---------------- | -------------------- | ------ | --------- |
| 1               | Non capisci un tubo | Gabriele Tonti                                      | 188                | 8            | 8             | 10               | 9                    | 223    | 2         |
| 2               | Acca                | Rita Longordo                                       | 181                | 9            | 8             | 10               | 10                   | 218    | 4         |
| 3               | L'inno del girino   | Carlo Antonio Fortino, Irene Lucarelli, Marta Sisto | 163                | 10           | 9             | 10               | 10                   | 202    | 6         |
| 4               | La memoria          | Asia Loi                                            | 170                | 10           | 8             | 10               | 9                    | 207    | 5         |
| 5               | Sono felice         | Alessia Cecere                                      | 192                | 10           | 9             | 10               | 8                    | 229    | 1         |
| 6               | Un principe blu     | Luna Massari                                        | 181                | 10           | 10            | 10               | 8                    | 219    | 3         |

### Giovedì 5 dicembre
- Ascolto delle restanti 6 canzoni in gara e votazioni da parte di una giuria composta da bambini in studio e da 4 giudici d'eccezione: Emanuela Aureli, Orietta Berti, Raul Cremona e Monica Leofreddi.
- Ascolto ridotto delle prime 6 canzoni tramite highlights, già eseguite nella giornata precedente.
- Alessandra Spisni prepara le crescentine salate.
- Antonella Clerici interpreta il brano I sogni son desideri, indossando l'abito celeste che Cenerentola indossa nell'omonimo film di animazione.
- Raul Cremona si esibisce in alcuni giochi di magia.
- I giudici partecipano al QuizZecchino.

| Ordine d'uscita | Canzone           | Interprete                            | Giuria dei bambini | Raul Cremona | Orietta Berti | Emanuela Aureli | Monica Leofreddi | Totale | Posizione |
| --------------- | ----------------- | ------------------------------------- | ------------------ | ------------ | ------------- | --------------- | ---------------- | ------ | --------- |
| 1               | Skodinzolo        | Francesca Larocca                     | 187                | 8            | 10            | 10              | 10               | 225    | 3         |
| 2               | O tucano goleador | Claudio Rosato                        | 167                | 9            | 9             | 10              | 10               | 205    | 6         |
| 3               | Il bombo          | Nicole Curatolo, Zeno Gregorio Nigido | 174                | 10           | 9             | 10              | 10               | 213    | 5         |
| 4               | Tosse             | Nausica Speranzini                    | 177                | 10           | 9             | 10              | 10               | 216    | 4         |
| 5               | I pesci parlano   | Matilde Gazzotti, Giulia Rizzo        | 188                | 10           | 10            | 10              | 10               | 228    | 1         |
| 6               | Mettici la salsa! | Alessia Mirra                         | 188                | 9            | 10            | 10              | 10               | 227    | 2         |

### Venerdì 6 dicembre
- Ascolto ridotto delle 12 canzoni in gara e votazioni da parte di una giuria composta da bambini in studio e da 4 giudici d'eccezione: Orietta Berti, Francesca Fialdini, Carlotta Mantovan e Giovanni Vernia.
- Alessandra Spisni prepara le tagliatelle fritte.
- Antonella Clerici interpreta il brano Un poco di zucchero, indossando l'abito bianco di Mary Poppins come nel lungometraggio omonimo.
- Giovanni Vernia coinvolge i solisti nella Danza della panza.
- I giudici partecipano al QuizZecchino.

| Ordine d'uscita | Canzone             | Interprete                                          | Giuria dei bambini | Francesca Fialdini | Orietta Berti | Giovanni Vernia | Carlotta Mantovan | Totale | Posizione di puntata | Totale complessivo | Posizione generale |
| --------------- | ------------------- | --------------------------------------------------- | ------------------ | ------------------ | ------------- | --------------- | ----------------- | ------ | -------------------- | ------------------ | ------------------ |
| 1               | Mettici la salsa!   | Alessia Mirra                                       | 181                | 8                  | 9             | 9               | 9                 | 216    | 9                    | 443                | 5                  |
| 2               | Tosse               | Nausica Speranzini                                  | 187                | 10                 | 9             | 9               | 8                 | 223    | 3                    | 439                | 7                  |
| 3               | Skodinzolo          | Francesca Larocca                                   | 178                | 9                  | 10            | 10              | 10                | 217    | 8                    | 442                | 6                  |
| 4               | L'inno del girino   | Carlo Antonio Fortino, Irene Lucarelli, Marta Sisto | 181                | 9                  | 10            | 10              | 10                | 220    | 6                    | 422                | 11                 |
| 5               | Un principe blu     | Luna Massari                                        | 175                | 10                 | 10            | 10              | 10                | 215    | 10                   | 434                | 8                  |
| 6               | Acca                | Rita Longordo                                       | 195                | 10                 | 10            | 9               | 9                 | 233    | 1                    | 451                | 1                  |
| 7               | O tucano goleador   | Claudio Rosato                                      | 177                | 9                  | 9             | 10              | 9                 | 214    | 11                   | 419                | 12                 |
| 8               | I pesci parlano     | Matilde Gazzotti, Giulia Rizzo                      | 184                | 10                 | 9             | 9               | 10                | 222    | 4                    | 450                | 2                  |
| 9               | La memoria          | Asia Loi                                            | 184                | 8                  | 9             | 10              | 8                 | 219    | 7                    | 426                | 9                  |
| 10              | Non capisci un tubo | Gabriele Tonti                                      | 188                | 9                  | 10            | 8               | 8                 | 223    | 2                    | 446                | 4                  |
| 11              | Il bombo            | Nicole Curatolo, Zeno Gregorio Nigido               | 175                | 9                  | 9             | 9               | 8                 | 210    | 12                   | 423                | 10                 |
| 12              | Sono felice         | Alessia Cecere                                      | 183                | 10                 | 9             | 9               | 10                | 221    | 5                    | 450                | 3                  |

### Sabato 7 dicembre: Finale
- Ultimo ascolto ridotto delle 12 canzoni in gara e votazioni da parte di una giuria composta da bambini e da 7 giudici d’eccezione: Ficarra e Picone, Giovanni Allevi, Stefano De Martino, Laura Chiatti, Luciana Littizzetto e Claudia Gerini.
- Les French Twins si esibiscono in un numero di magia.
- Luciana Littizzetto interpreta la bambina Carola che recita un tema.
- Antonella Clerici e Carlo Conti si sfidano in una gara con alcuni successi delle edizioni precedenti dello Zecchino: Il coccodrillo come fa? (1993), Il torero Camomillo (1968), Il cuoco pasticcione (2000), Popoff (1967), Le tagliatelle di nonna Pina (2003), Volevo un gatto nero (1969), Quarantaquattro gatti (1968).
- Alberto Urso canta White Christmas con il Piccolo Coro e E poi ti penti.
- Benji & Fede si esibiscono in Dove e quando e Sale.
- Giovanni Allevi accompagna al pianoforte il Piccolo Coro in Jingle Bells.

| Ordine d'uscita | Canzone             | Interprete                                          | Giuria dei bambini | Ficarra | Picone | Giovanni Allevi | Stefano De Martino | Laura Chiatti | Luciana Littizzetto | Claudia Gerini | Totale di puntata | Totale sommato alle puntate precedenti | Classifica finale |
| --------------- | ------------------- | --------------------------------------------------- | ------------------ | ------- | ------ | --------------- | ------------------ | ------------- | ------------------- | -------------- | ----------------- | -------------------------------------- | ----------------- |
| 1               | Sono felice         | Alessia Cecere                                      | 186                | 9       | 10     | 9               | 10                 | 10            | 9                   | 10             | 253               | 703                                    | 4                 |
| 2               | L'inno del girino   | Carlo Antonio Fortino, Irene Lucarelli, Marta Sisto | 190                | 9       | 9      | 9               | 9                  | 10            | 10                  | 10             | 256               | 678                                    | 9                 |
| 3               | O tucano goleador   | Claudio Rosato                                      | 170                | 8       | 10     | 9               | 10                 | 10            | 8                   | 9              | 234               | 653                                    | 12                |
| 4               | Skodinzolo          | Francesca Larocca                                   | 182                | 8       | 10     | 9               | 9                  | 10            | 9                   | 9              | 246               | 688                                    | 8                 |
| 5               | I pesci parlano     | Matilde Gazzotti, Giulia Rizzo                      | 191                | 10      | 10     | 10              | 10                 | 10            | 9                   | 10             | 260               | 710                                    | 2                 |
| 6               | Non capisci un tubo | Gabriele Tonti                                      | 188                | 10      | 10     | 10              | 10                 | 10            | 10                  | 10             | 258               | 704                                    | 3                 |
| 7               | Il bombo            | Nicole Curatolo, Zeno Gregorio Nigido               | 179                | 9       | 10     | 10              | 9                  | 10            | 10                  | 9              | 246               | 669                                    | 11                |
| 8               | Acca                | Rita Longordo                                       | 193                | 10      | 10     | 10              | 10                 | 10            | 10                  | 10             | 263               | 714                                    | 1                 |
| 9               | Tosse               | Nausica Speranzini                                  | 183                | 9       | 10     | 10              | 10                 | 10            | 9                   | 10             | 251               | 690                                    | 7                 |
| 10              | La memoria          | Asia Loi                                            | 182                | 9       | 10     | 10              | 10                 | 10            | 9                   | 9              | 249               | 675                                    | 10                |
| 11              | Mettici la salsa!   | Alessia Mirra                                       | 183                | 9       | 9      | 10              | 10                 | 10            | 10                  | 9              | 250               | 693                                    | 6                 |
| 12              | Un principe blu     | Luna Massari                                        | 192                | 9       | 10     | 10              | 10                 | 10            | 10                  | 10             | 261               | 695                                    | 5                 |

Canzone vincitrice dello Zecchino Web : L'inno del girino (testo: Silvestro Longo/Musica: Franco Fasano) - Carlo Antonio Fortino, Irene Lucarelli e Marta Sisto

## Solidarietà
Come nelle edizioni precedenti, l’Antoniano ha lanciato Operazione Pane, l’attività solidale a favore delle mense francescane in tutta Italia. Per promuovere la campagna Gaetano Curreri ha composto il brano Più amore, inciso con Mario Biondi, Amara e il Piccolo Coro, come l’artista ha dichiarato durante la finale.

## Ospiti

### Prima puntata - 4 dicembre
- Orietta Berti - giudice
- Raul Cremona - giudice
- Francesco Paolantoni - giudice
- Elena Santarelli - giudice
- Alessandra Spisni
- Ottavia Dorrucci, piccola interprete della canzone vincitrice dello Zecchino d'Oro 2003 Le tagliatelle di nonna Pina
- Ernesto Schinella, piccolo partecipante dell'edizione 2002 con la canzone Il ramarro con tre erre
- Frate Giampaolo Cavalli, direttore dell'Antoniano

### Seconda puntata - 5 dicembre
- Orietta Berti - giudice
- Raul Cremona - giudice
- Emanuela Aureli - giudice
- Monica Leofreddi - giudice
- Alessandra Spisni
- Gigi D’Alessio e Vanessa Incontrada (videomessaggio)
- Andrea Nicolai, piccolo partecipante allo Zecchino d'Oro 1962 con Fammi crescere i denti davanti
- Lampo, Milady, Pilou e Polpetta, ovvero i Buffycats, i personaggi della serie animata 44 Gatti
- Frate Giampaolo Cavalli, direttore dell'Antoniano
- Massimo Bottura

### Terza puntata - 6 dicembre
- Orietta Berti - giudice
- Francesca Fialdini - giudice
- Carlotta Mantovan - giudice
- Giovanni Vernia - giudice
- Alessandra Spisni
- Alberto Angela (videomessaggio)
- Carlo Conti
- Lampo, Milady, Pilou e Polpetta, ovvero i Buffycats, i personaggi della serie animata 44 Gatti
- Mr. Lui
- Frate Giampaolo Cavalli, direttore dell’Antoniano

### Quarta puntata - Finale - 7 dicembre
- Carlo Conti - co-conduttore
- Giovanni Allevi - giudice
- Luciana Littizzetto - giudice
- Ficarra e Picone - giudice
- Laura Chiatti - giudice
- Stefano De Martino - giudice
- Claudia Gerini - giudice
- Lampo, Milady, Pilou e Polpetta, ovvero i Buffycats, i personaggi della serie animata 44 Gatti
- Gaetano Curreri
- Alberto Urso
- Benji & Fede
- Les French Twins
- Frate Giampaolo Cavalli, direttore dell'Antoniano

## Ascolti
| Puntata | Messa in onda   | Telespettatori | Share  |
| ------- | --------------- | -------------- | ------ |
| 1       | 4 dicembre 2019 | 1.938.000      | 14,97% |
| 2       | 5 dicembre 2019 | 1.836.000      | 14,60% |
| 3       | 6 dicembre 2019 | 1.868.000      | 14,82% |
| Finale  | 7 dicembre 2019 | 2.482.000      | 12,42% |
| Media   | Media           | 2.031.000      | 14,20% |